# تعارض المصالح في النشر الأكاديمي

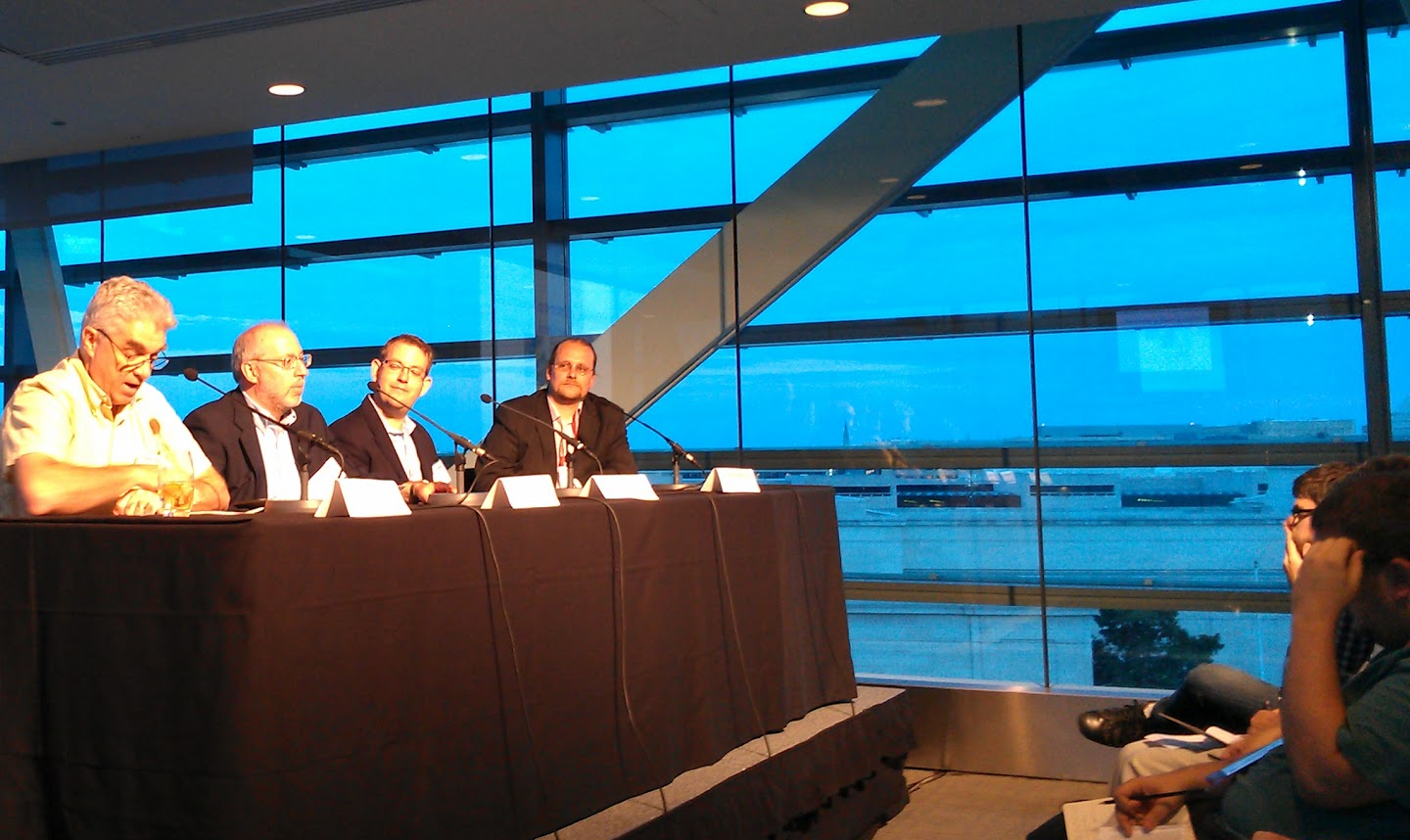

ينشأ تعارض المصالح (سي أو آي) غالبًا في النشر الأكاديمي. يمكن أن تتسبب مثل هذه النزاعات في ارتكاب مخالفات وتجعلها أكثر احتمالًا. هناك معايير أخلاقية في النشر الأكاديمي لتجنب تعارض المصالح والتعامل معها، ويستمر المجال في تطوير معايير جديدة. تختلف المعايير بين المجلات وتُطبَّق بشكل غير متساوٍ. وفقًا للجنة الدولية لمحرري المجلات الطبية، «يتحمل المؤلف أو المؤلفون مسؤولية تقييم نزاهة المجلات التي يقدمون إليها النصوص الأصلية وتاريخها وممارساتها وسمعتها».
يزيد تعارض المصالح من احتمالية التحيزات الناشئة؛ قد تتضرر جودة الأبحاث والصالح العام (حتى لو كُشف عنها). يمكن أن يشمل تعارض المصالح الجهات الداعمة للأبحاث، والمؤلفين، والمجلات، وفريق عمل المجلة، والناشرين، والمراجعين النظراء.

## التجنب، والكشف، والتتبع
كثيرًا ما يُدعى إلى تجنب تعارض المصالح وتغيير هيكل المؤسسات لجعل تجنبها أسهل. تمنع بعض سياسات الأخلاقيات المؤسسية الأكاديميين من الدخول في أنواع محددة من تعارض المصالح، على سبيل المثال بمنعهم من قبول الهدايا من الشركات المرتبطة بعملهم. التعليم في إدارة أخلاقيات سي أو آي هو أيضًا أداة لتجنب مشاكلها.
نوقش الكشف عن سي أو آي منذ ثمانينيات القرن العشرين؛ هناك إجماع عام لصالح الكشف. هناك أيضًا رأي مفاده أن مخاوف سي آو آي وبعض التدابير المتخذة للحد منها أمرٌ مبالغ فيه.
تشمل انتقادات سياسات الإفصاح ما يلي:
- يمكن أن يشعر المؤلفون الذين يكشفون عن سي أو آي بالضغط لتقديم أبحاثهم بطريقة أكثر تحيزًا للتعويض؛
- قد يثبط الكشف من التعاون الأكاديمي الصناعي المفيد؛
- قد يقلل الكشف من ثقة الناس في الأبحاث؛
- قد يشعر الباحثون الذين كشفوا عن سي أو آي بتسويغ التصرف بشكل غير أخلاقي؛
- يمكن اعتبار الكشف علامة على الأمانة أو الخبرة وبالتالي زيادة الثقة؛
- قد تكون بعض أنواع سي أو آي أكثر احتمالية لعدم ملاحظتها أو الإبلاغ عنها؛
- لا يجعل الوعي بمعلومات سي أو آي الناس محصنين من التأثر بالتحيز؛ عمومًا، لا يشكّ الناس بالنصائح المتحيزة بشكل كافٍ؛
- يثبط الكشف من الحكم على العمل على أساس الاستحقاق بشكل صرف؛
- يؤدي الكشف إلى مزيد من التدقيق المكثف حول ارتكاب أي مخالفات.

في حين أن الكشف مفضل على نطاق واسع، فإن تدابير إدارة سي أو آي الأخرى لها دعم أقل. ترى بعض المنشورات أن بعض سي أو آي تحرم الناس من بعض الأدوار البحثية؛ على سبيل المثال، يجب أن تُختبَر الأدوية فقط من قبل الأشخاص الذين لا يطورون الأدوية ويجب ألا تموّلها الشركات المصنعة لها.
اعتُبر تعارض المصالح أيضًا عاملًا إحصائيًا مُضلّلًا للأدلة، والتي يجب قياسها بأكبر قدر ممكن من الدقة وتحليلها، متطلبةً كشفًا قابلًا للقراءة آليًا.

## القواعد السلوكية
للمجلات سياسات أخلاقية فردية وقواعد سلوك؛ هناك أيضًا بعض المعايير الطوعية بين المجلات.
تنشر اللجنة الدولية لمحرري المجلات الطبية (آي سي إم جاي إي) توصيات حول سلوك العمل العلمي في المجلات الطبية والإبلاغ عنه وتعديله ونشره، وهناك قائمة من المجلات التي تتعهد بمتابعته. يضع المبدأ التوجيهي قواعد مفصلة لإعلان تعارض المصالح من قبل المؤلفين. يقول أيضًا؛ «يجب على جميع المشاركين في عملية مراجعة النظراء والنشر-لا المؤلفين فقط، بل أيضًا المراجعين النظراء والمحررين وأعضاء هيئة التحرير في المجلات- النظر في تعارض المصالح عند القيام بأدوارهم في عملية مراجعة المقالة ونشرها، ويجب أن يكشفوا جميع العلاقات التي يمكن اعتبارها تعارضات محتملة في المصالح». انتُقدت هذه التوصيات وجرت مراجعتها لإزالة الثغرات التي تسمح بعدم الكشف عن تعارض المصالح.
ينشر معدلو مجلس العلوم كتابًا أبيض حول أخلاقيات النشر. نقلًا عن آي سي إم جاي إي «يجب أن يكشف جميع المشاركين في عملية مراجعة النظراء والنشر عن كافة العلاقات التي يمكن اعتبارها تعارضات محتملة في المصالح»، ويوصون بشدة بالكشف عن سي أو آي للداعمين والمؤلفين والمراجعين والمجلات وفريق التحرير.
تُنشر توجيهات ممارسة النشر الجيد (جي بّي بّي)، التي تغطي الأبحاث الطبية التي تدعهما الصناعة، بواسطة الجمعية الدولية لمتخصصي النشر الطبي.
تنشر لجنة أخلاقيات النشر (سي أو بّي إي) قواعد السلوك التي تنص على أنه «يجب أن تكون هناك تعريفات واضحة لتعارض المصالح، وعمليات معالجة تعارض المصالح للمؤلفين والمراجعين والمحررين والمجلات والناشرين، سواء حُددّت قبل النشر أو بعده».
تهدف مبادئ الشفافية والممارسة الأفضل في النشر العلمي لجمعية الوصول المفتوح للناشرين العلميين إلى فصل المجلات الشرعية عن الناشرين الاستغلاليين وتحديد الحد الأدنى من المعايير؛ أي سياسات سي أو آي واضحة ومذكورة بوضوح.
يذكر تقرير لمعهد الطب الأمريكي لعام 2009 في ما يخصّ سي أو آي الطبية أنه يجب الحكم على سياسات تعارض المصالح على أساس التناسب والشفافية والمساءلة والإنصاف؛ يجب أن تكون فعالة، وذات كفاءة، وموجّهة، ومعروفة، ومفهومة، وتحدد بوضوح من هو المسؤول عن المراقبة والتنفيذ والتنقيح، وتُطبّق بالتساوي على جميع المعنيين. يُوصى أيضًا بالمراجعة من قبل لجان تعارض المصالح، وانتقاد نقص الشفافية ونقص الإعلان عن سي أو آي في تطوير توجيهات سي أو آي.
اعتبارًا من عام 2015، لا تتضمن سياسات سي أو آي للمجلات غالبًا أي أحكام تنفيذ. شُرِّعت التزامات الكشف عن سي أو آي؛ أحد الأمثلة على هذا التشريع هو «قانون صن شاين للإفصاح عن مدفوعات الأطباء» في الولايات المتحدة، لكن هذه القوانين لا تُطبّق تحديدًا على المجلات.